# Melaloncha spicula
Melaloncha spicula är en tvåvingeart som beskrevs av Brown 2004. Melaloncha spicula ingår i släktet Melaloncha och familjen puckelflugor. Inga underarter finns listade i Catalogue of Life.